# Philippe de Nanteuil
Phillippe de Nanteuil (ur. 1210, zm. 1258) – francuski rycerz i trubadur, dziedzic lenna Nanteuil-le-Haudouin (po swoim ojcu, tego samego imienia). Był wasalem Tybalda I, króla Nawary i jego truwerem.
W 1239 Gautier de Brienne, hrabia Jafy, został aresztowany przez Ajjubidów razem z wieloma innymi francuskimi krzyżowcami. De Nanteuil był wśród nich i był więziony w Kairze. Napisał wtedy pieśń, En chantant veil mon duel faire, krytykę zakonów rycerskich.